# Water Eaton, Oxfordshire
Water Eaton är en by i civil parish Gosford and Water Eaton, i distriktet Cherwell, i grevskapet Oxfordshire, i England. Byn är belägen 6 km från Oxford. Water Eaton var en civil parish 1866–1932 när blev den en del av Gosford and Water Eaton. Civil parish hade 127 invånare år 1931. Byn nämndes i Domedagsboken (Domesday Book) år 1086, och kallades då Etone.